# Perconia herpeticaria
Perconia herpeticaria är en fjärilsart som beskrevs av Jules Pièrre Rambur 1866. Perconia herpeticaria ingår i släktet Perconia och familjen mätare. Inga underarter finns listade i Catalogue of Life.